# Psaume 2

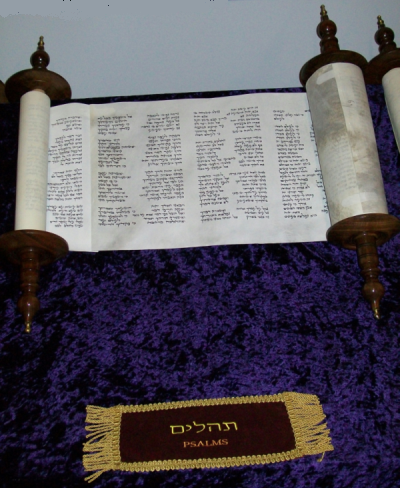
Un manuscrit des Psaumes

Le psaume 2 est appelé en latin Quare fremuerunt, selon les premiers mots (l'incipit) de la version latine. Il n’indique pas son auteur, mais les Actes des Apôtres l’attribuent à David. Le verset 7 de ce psaume apparaît plus loin dans ce même livre de la Bible chrétienne.

## Texte
| verset | original hébreu                                                 | traduction française de Louis Segond                                                                           | Vulgate latine                                                                                                   |
| ------ | --------------------------------------------------------------- | --- | --- |
| 1      | לָמָּה, רָגְשׁוּ גוֹיִם; וּלְאֻמִּים, יֶהְגּוּ-רִיק                                | Pourquoi les nations s’agitent-elles en tumulte et les peuples méditent-ils de vains projets ?                 | [Psalmus David] quare fremuerunt gentes et populi meditati sunt inania                                           |
| 2      | יִתְיַצְּבוּ, מַלְכֵי-אֶרֶץ-- וְרוֹזְנִים נוֹסְדוּ-יָחַד:עַל-יְהוָה, וְעַל-מְשִׁיחוֹ         | Les rois de la terre se soulèvent, et les princes tiennent conseil ensemble, contre Yahweh et contre son Oint. | adstiterunt reges terrae et principes convenerunt in unum adversus Dominum et adversus christum eius [diapsalma] |
| 3      | נְנַתְּקָה, אֶת-מוֹסְרוֹתֵימוֹ; וְנַשְׁלִיכָה מִמֶּנּוּ עֲבֹתֵימוֹ                        | « Brisons leurs liens, disent-ils, et jetons loin de nous leurs chaînes »                                      | Disrumpamus vincula eorum et proiciamus a nobis iugum ipsorum                                                    |
| 4      | יוֹשֵׁב בַּשָּׁמַיִם יִשְׂחָק: אֲדֹנָי, יִלְעַג-לָמוֹ                                 | Celui qui est assis dans les cieux sourit, le Seigneur se moque d’eux.                                         | Qui habitat in caelis inridebit eos et Dominus subsannabit eos                                                   |
| 5      | אָז יְדַבֵּר אֵלֵימוֹ בְאַפּוֹ; וּבַחֲרוֹנוֹ יְבַהֲלֵמוֹ                              | Alors il leur parlera dans sa colère, et dans sa fureur il les épouvantera :                                   | Tunc loquetur ad eos in ira sua et in furore suo conturbabit eos                                                 |
| 6      | וַאֲנִי, נָסַכְתִּי מַלְכִּי: עַל-צִיּוֹן, הַר-קָדְשִׁי                              | « Et moi, j’ai établi mon roi, sur Sion, ma montagne sainte. »                                                 | Ego autem constitutus sum rex ab eo super Sion montem sanctum eius praedicans praeceptum eius                    |
| 7      | אֲסַפְּרָה, אֶל-חֹק: יְהוָה, אָמַר אֵלַי בְּנִי אַתָּה--אֲנִי, הַיּוֹם יְלִדְתִּיךָ           | « Je publierai le décret : Yahweh m’a dit : Tu es mon Fils, je t’ai engendré aujourd’hui.                      | Dominus dixit ad me filius meus es tu ego hodie genui te                                                         |
| 8      | שְׁאַל מִמֶּנִּי--וְאֶתְּנָה גוֹיִם, נַחֲלָתֶךָ; וַאֲחֻזָּתְךָ, אַפְסֵי-אָרֶץ                   | Demande, et je te donnerai les nations pour héritage, pour domaine les extrémités de la terre.                 | Postula a me et dabo tibi gentes hereditatem tuam et possessionem tuam terminos terrae                           |
| 9      | תְּרֹעֵם, בְּשֵׁבֶט בַּרְזֶל: כִּכְלִי יוֹצֵר תְּנַפְּצֵם                                | Et maintenant, rois, devenez sages ; recevez l’avertissement, juges de la terre.                               | Reges eos in virga ferrea tamquam vas figuli confringes eos                                                      |
| 10     | וְעַתָּה, מְלָכִים הַשְׂכִּילוּ; הִוָּסְרוּ, שֹׁפְטֵי אָרֶץ                             | Servez Yahweh avec crainte, tressaillez de joie avec tremblement.                                              | Et nunc reges intellegite erudimini qui iudicatis terram                                                         |
| 11     | עִבְדוּ אֶת-יְהוָה בְּיִרְאָה; וְגִילוּ, בִּרְעָדָה                                | Baisez le Fils, de peur qu’il ne s’irrite et que vous ne périssiez dans votre voie ;                           | Servite Domino in timore et exultate ei in tremore                                                               |
| 12     | נַשְּׁקוּ-בַר, פֶּן-יֶאֱנַף וְתֹאבְדוּ דֶרֶךְ-- כִּי-יִבְעַר כִּמְעַט אַפּוֹ:אַשְׁרֵי, כָּל-חוֹסֵי בוֹ | Car bientôt s’allumerait sa colère ; heureux tous ceux qui mettent en lui leur confiance.                      | Adprehendite disciplinam nequando irascatur Dominus et pereatis de via iusta                                     |

## Usages liturgiques

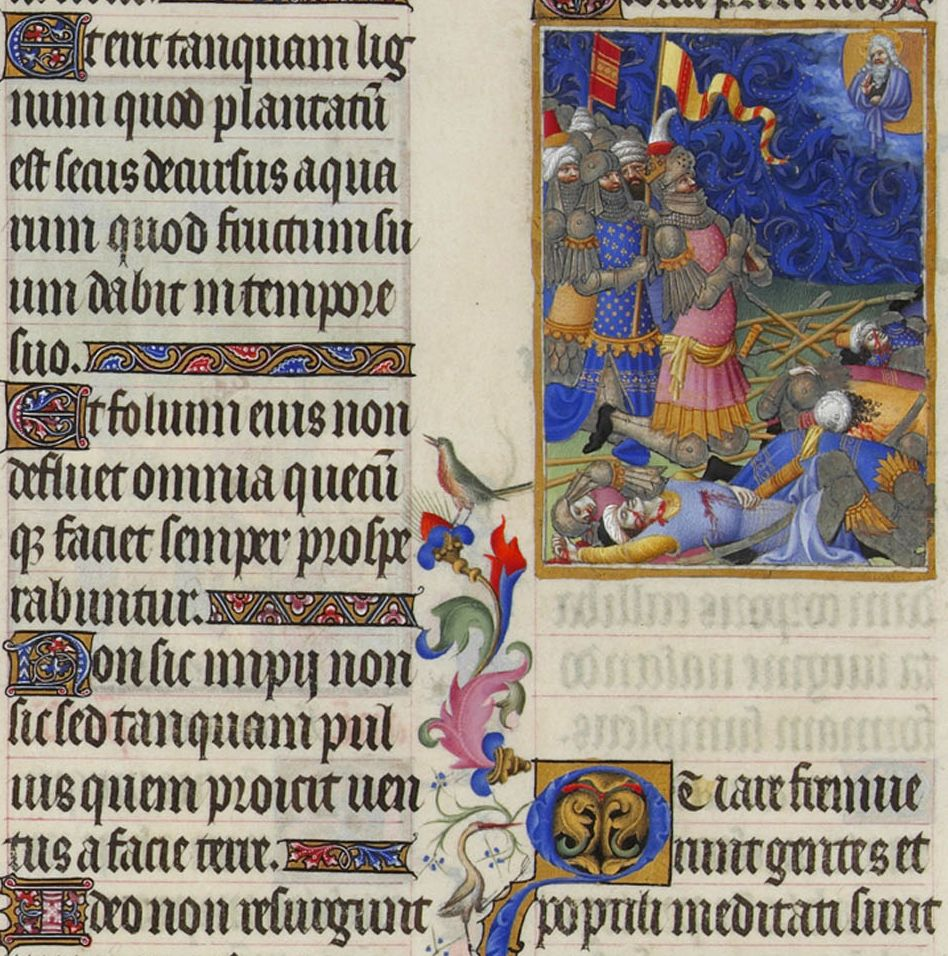
Début du psaume 2 dans Les Très Riches Heures du duc de Berry, musée Condé, ms.65, f.45v. Miniature représentant David en cuirasse remerciant Dieu qui apparait dans une auréole.

### Dans le christianisme

#### Chez les catholiques
Ce psaume fut choisi par saint Benoît de Nursie pour l'office de prime du lundi, dans sa règle de saint Benoît fixée vers 530. Il était récité ou chanté entre le psaume 1 et le psaume 6.
Dans la liturgie des Heures actuelle, le psaume 2 est chanté ou récité à l’office des lectures du dimanche de la première semaine, avec le psaume 1 et le psaume 3.
Chaque mardi, les fidèles de l'Opus Dei, après avoir invoqué leur Ange Gardien et baisé le Rosaire, récitent en latin le Psaume 2.

## Mise en musique
En 1567, Thomas Tallis met en musique le psaume 2 dans 9 Psalm Tunes, pour le psautier de l'archevêque Parker.
Le psaume 2 est l'un des psaumes utilisés dans le Messie de Haendel. Il figure à la fin de la seconde partie de la composition. En France, Pierre Robert compose un grand motet "Quare fremuerunt gentes", pour la Chapelle Royale au Louvre. Marc-Antoine Charpentier compose  vers 1675 un "Quare fremuerunt gentes", pour solistes, chœur, cordes, et basse continue, H.168 - H.168 a et un autre, pour 3 voix, 2 dessus instrumentaux et basse continue, H.184 vers 1682. Plus tard, Michel-Richard de Lalande compose en 1706 son grand motet (S.70) concernant ce psaume.
Il est utilisé par Mendelssohn dans le premier numéro de son op.78, Warum toben die Heiden. Il est opposé au psaume 24 dans le second mouvement des Chichester Psalms, de Leonard Bernstein. Il est aussi utilisé par Cyrillus Kreek dans son Taaveti Laul.